# Erzulie
Erzulie (haitsky Ezili) je v haitském voodoo (francouzskou transkripcí vaudou, neboli vúdú) duchovní bytost (loa) ženského pohlaví. Je symbolem lásky a krásy. Haitské vúdú Erzulii synkretizuje s Pannou Marií, matkou Ježíše Krista. Uctívány jsou dvě její tváře (podoby) – blahodárná (charitativní) Rada, jako Erzulie Freda a druhá, ničivá (destruktivní) Petro, jako Erzulie Dantor.

## Erzulie Freda
Erzulie Freda, Rada podoba Erzulie, je haitsko-africký duch lásky, krásy, šperků, tance, luxusu a květin. Nosí tři snubní prsteny, jeden pro každého z manželů, kterými jsou Damballa, Agwe a Ogoun. Jejím symbolem je srdce, její barvy jsou růžová, modrá, bílá a zlatá, a mezi její oblíbené obětiny patří šperky, parfémy, sladké koláče a likéry. 
Erzulie Freda je koketní a velmi si potrpí na krásu a okrasu. Je ztělesněním ženskosti a soucitu, ale má i temnější stránku. Je považována za žárlivou a rozmazlenou a v některých vúdú kruzích i za línou. Při rituálních sezeních může vstoupit do těla muže i ženy. Užívá si flirtování a svádí lidi bez rozdílu pohlaví.
V křesťanské ikonografii je často ztotožňována s Pannou Marií Sedmibolestnou, stejně jako s další loa  jménem Metres Erzulie. Je obecně přijímáno, že nikdy nedosáhne nejvroucnějších přání svého srdce. Proto vždy odchází z bohoslužby v slzách.
Mezi běžné synkretizace patří bohyně Ošun, jorubská patronka nigerijské řeky Osun, sladkých vod, lásky, krásy, intimity, bohatství a diplomacie.
Soudí se, že pod její zvláštní ochranou jsou homosexuální muži.[zdroj?]

## Erzulie Dantor
Erzulie Dantor, Petro je podoba Erzulie, ve které je královnou národa Petro a matkou „Ti Jean Petro“. Často je zobrazována jako obávaná černoška, která drží „Ti Jean Petro“ v náručí. Je považována za nelítostnou ochránkyni žen, dětí a zanedbaných členů společnosti, ale i za strážného ducha New Orleansu, proto je uctívána zejména tamní vyznavači vúdú. 
Na rozdíl od Erzulie Fredy, která vás obdaruje hmotným bohatstvím, vám Erzulie Dantor poskytne duchovní poznání potřebné k orientaci v této hmotné realitě. Bohatství Erzulie Dantor přetrvává a může být předáváno z generace na generaci, zatímco Erzulie Freda vás může v jakémkoli záchvatu žárlivosti ze dne na den připravit o zisk, kterého vám pomohla dosáhnout.
Často bývá zobrazována jako Černá madona čenstochovská, protože má tmavou pleť a dvě jizvy na tváři. Jejími barvami jsou červená, černá a modrá. Mezi její oblíbené obětiny patří černá prasata, griot (smažené vepřové maso s kořením), krev (sedm ran mečem) a rum. Předpokládá se, že její předlohou byly reprodukce Černé madony, které s sebou na Haiti přivezli polští vojáci, kteří se během haitské revoluce postavili na stranu povstalců.
Ti Jean Petro je synem Erzulie Dantor a Jean Petro je její milenec nebo manžel.
Bývá často identifikována s lesbickými ženami.[zdroj?]

## Rodina Erzulie

### Rada
- Erzulie Freda
- Erzulie Mansur
- Granne Erzulie

### Petro
- Erzulie Dantor
- Erzulie Balianne
- Erzulie Mapiangue
- Erzulie Yeux Rouge
- Erzulie Toho

### Ostatní
- Erzulie La Flambeau
- Erzulie Wangol
- Erzulie Shango Pye

## Erzulie v populární kultuře
- Erzulie nennen O, známá také jako Erzulie – píseň, kterou v 90. letech 19. století ve svých 14 letech složil haitský zpěvák Kandjo (1879-1947), známý také jako Auguste de Pradines, na počest Erzulie Fredy, a která se na Haiti stále hraje jako součást folklorního repertoáru.

- Erzulie – píseň z roku 1991 na albu Rising Above Bedlam skupiny Invaders of the Heart anglického baskytaristy a zpěváka Jaha Wobbleho. Vydáno u Oval Records v roce 1991. Album bylo v roce 1992 nominováno na Mercury Prize (hudební ocenění udělované každoročně nejlepšímu britskému nebo irskému albu).
- Erzulie Maketh Scent – sólové album amerického free-jazzového pianisty a hudebního skladatele Cecila Taylora z roku 1988.
- Mistress of Erzulie – první skladba na albu A-lan-nah kanadské zpěvačky a skladatelky Alannah Myles z roku 1995.
- Erzulie (Freda) – postava v broadwayském muzikálu Once On This Island, kde vystupuje jako krásná bohyně lásky.
- madam Erzulie – v písni Two Against Nature americké jazz rockové skupiny Steely Dan (třetí skladba ze stejnojmenného alba) vypravěč popisuje madam Erzulie jako sukubu, která „bangs you silly but leaves a nasty bite“ (hloupě vás praští, ale zanechá po sobě ošklivé kousnutí).[1][2]
- Erzulie – v písni „Le Printemps“ francouzské zpěvačky Natachy Atlas z alba Something Dangerous uvádí Erzulie začátek jara.
- Erzili – píseň na albu Transmissions: The Music of Beverly Glenn-Copeland amerického zpěváka a skladatele Beverly Glenn-Copelanda.[3]